# Пет Ґерретт і Біллі Кід
Пет Ґерретт і Біллі Кід (англ. Pat Garrett & Billy The Kid) — американський вестерн 1973 року режисера Сема Пекінпа. Фільм про Біллі Кіда — одного з найзнаменитіших злочинців Дикого Заходу.

## Сюжет
Фільм розповідає про події 1881 року в американському штаті Нью-Мексико. Пет Ґерретт і Біллі Кід — злочинці, що часто діяли разом. Однак часи змінилися, і, щоб вижити, Пет Ґерретт, холоднокровний та досвідчений стрілець, який у минулому відсидів термін за злочин, переходить на бік закону, ставши шерифом. Йому доручають знищити банду свого колишнього друга Біллі Кіда. Між ними починається фатальне протистояння. Невловимий і відчайдушний романтик Біллі Кід втікає з міста із залишками своєї зграї.

## Ролі виконують
- Джеймс Коберн — Пет Ґерретт[en]
- Кріс Крістоферсон — Біллі Кід
- Річард Джекел — шериф
- Джейсон Робардс — губернатор Лью Воллес
- Боб Ділан — Еліас
- Чілл Віллс[en] — Лемюель
- Баррі Салліван[en] — Джон Чісум[en]
- Річард Брайт — Голлі
- Еміліо Фернандес — Пако
- Чарльз Мартін Сміт — Чарлі Бовр[en]
- Кеті Хурадо — місіс Бейкер
- Гаррі Дін Стентон — Люк
- Аврора Клавель — Айда Ґерретт

## Навколо фільму
- Перша акторська робота Боба Ділана, котрий також став композитором фільму.